# Hoensbroek

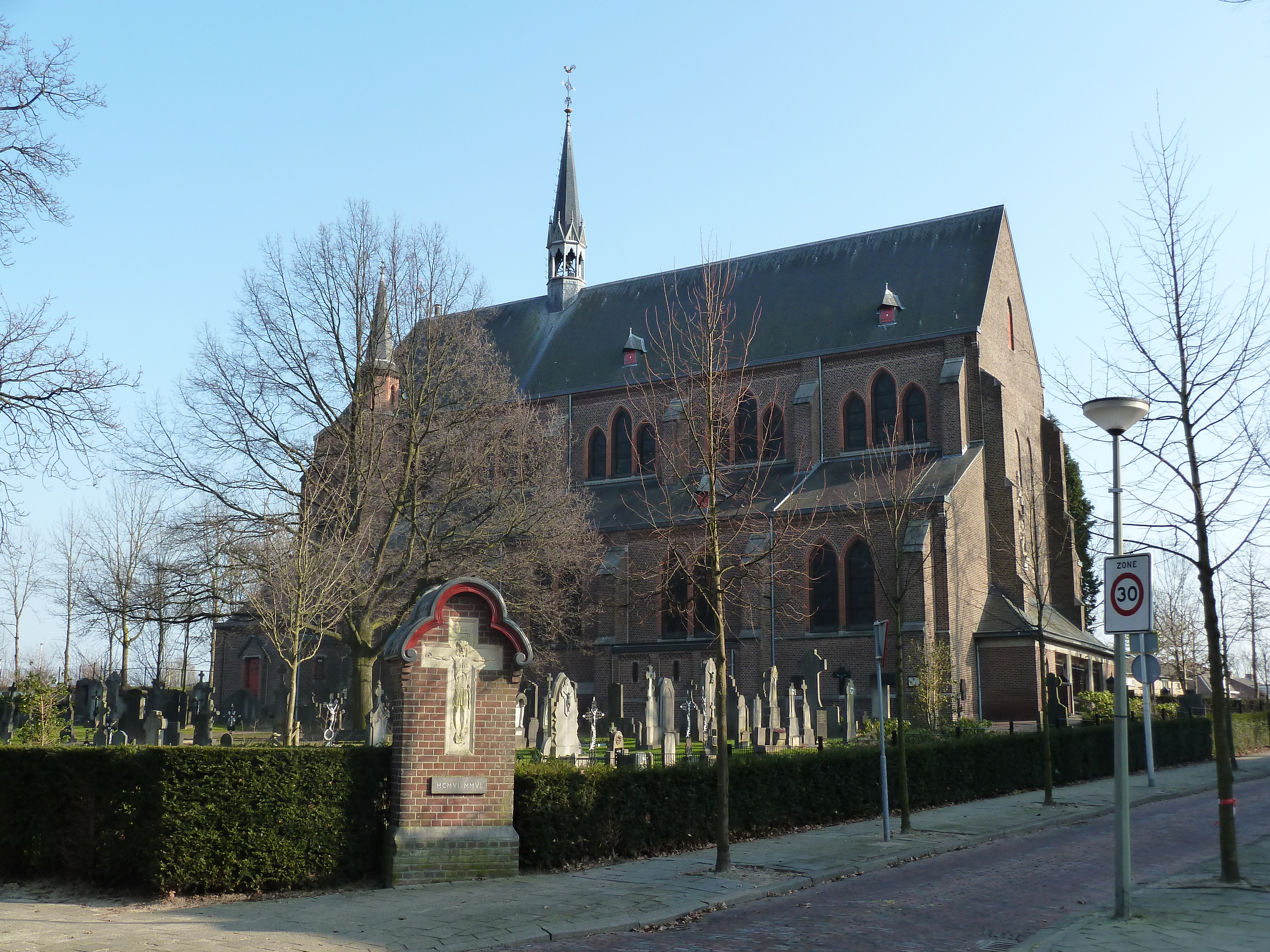
Hoensbroek: la chiesa di san Giovanni Evangelista

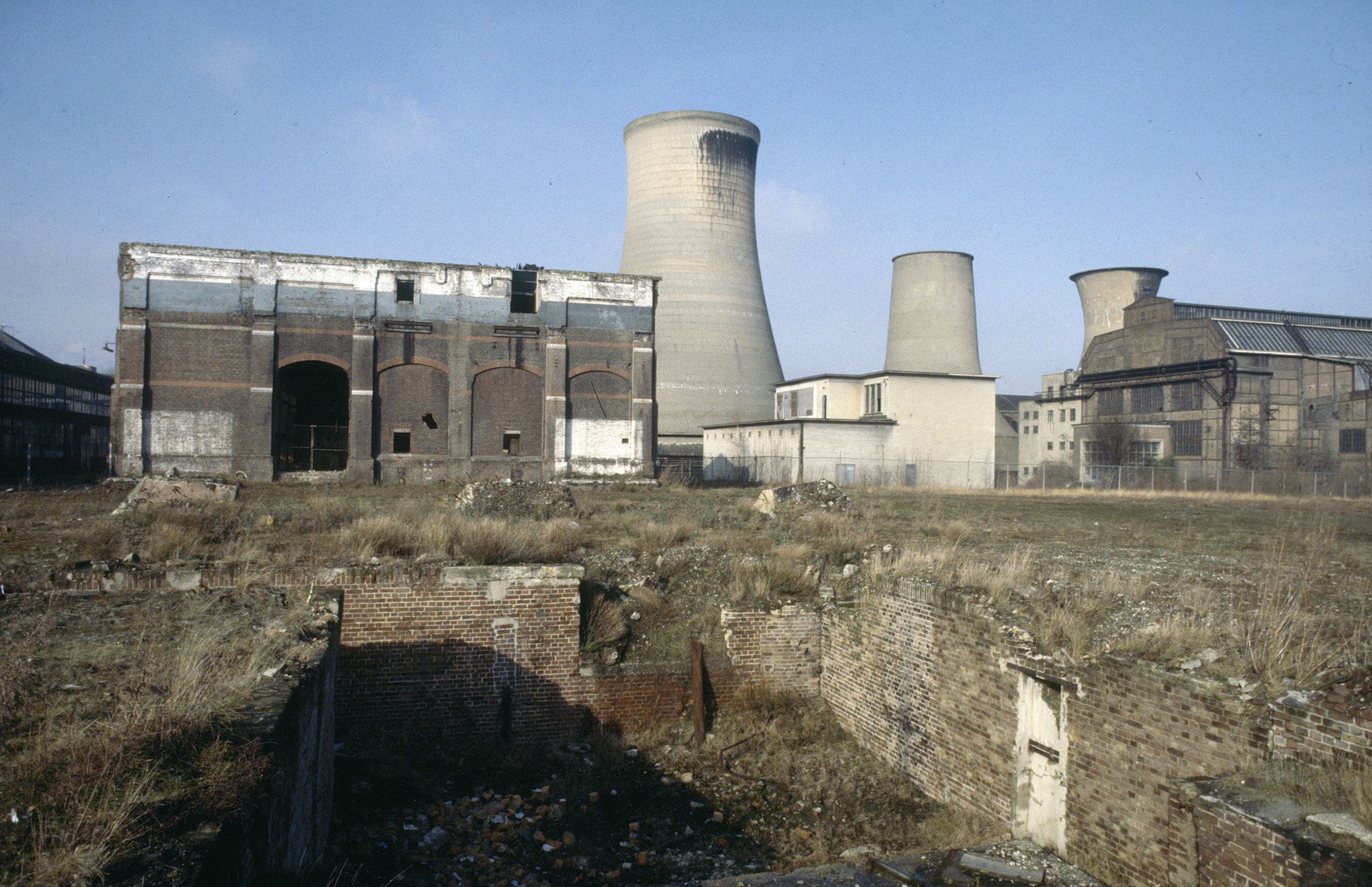
Hoensbroek: l'ex-miniera Emma

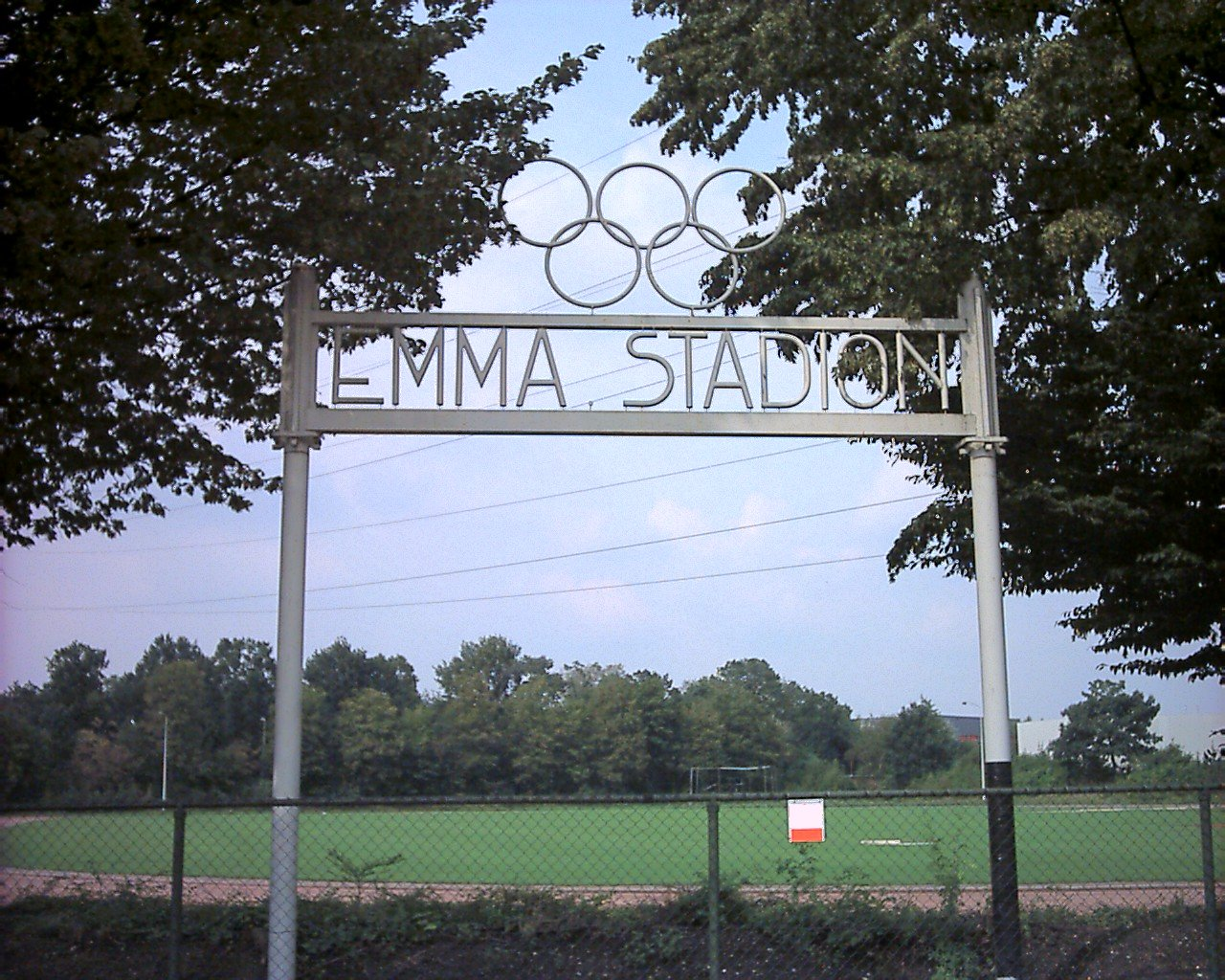
Lo stadio di Hoensbroek

Hoensbroek  (pron.: /ˈhuŋsbruk/; in limburghese: Gebrook) è una cittadina di circa 20.000 abitanti del sud-est dei Paesi Bassi, facente parte della provincia del Limburgo e situata nella regione di Parkstad, al confine con la Germania. Dal punto amministrativo, si tratta di un ex-comune, dal 1982 annesso alla municipalità di Nuth e poi a quella di Heerlen
La località è un-ex centro agricolo e poi minerario.

## Etimologia
Il nome della città, attestato anticamente come de Bruke (1198), In Ghene Bruke (1388) e Honsbroek (1631), è formato dal nome di un casato nobiliare, gli Hoen, a cui è stato aggiunto il termine antico olandese bruke, che indica un'area paludosa.

## Geografia fisica

### Collocazione
Hoensbroek si trova nella parte sud-orientale della provincia del Limburgo, nelle immediate vicinanze delle città di Sittard, Brunssum, Heerlen, Landgraaf, Kerkrade e Simpelveld.

## Storia
I primi insediamenti in loco risalgono all'epoca romana.
Fino al 1388 la località faceva parte della signoria di Heerlen.  Nel 1360/1388, Herman Hoen, appartenente al casato di Hoen, costruì nella località un castello.
Fu fino alla fine del Settecento parte della contea di Loon, a sua volta parte del principato vescovile di Liegi.
Nel 1913 fu aperta a Hoensbroek la miniera Emma, una miniera per l'estrazione del carbone, che poi sarebbe poi rimasta attiva per 60 anni.
Prima dell'apertura della miniera, Hoensbroek contava appena 1.500 abitanti. La popolazione divenne poi di 10.000 abitanti nel 1920 e di 20.000 dopo la seconda guerra mondiale.

## Monumenti e luoghi d'interesse

### Castello di Hoensbroek
Tra gli edifici principali di Hoensbroek, figura il castello, un edificio di origine medievale, ampliato nel corso del XVII e XVIII secolo.

### Piccola chiesa di San Giovanni
Altro edificio d'interesse è la piccola chiesa di san Giovanni, eretta nel 1137 circa.

### Chiesa di San Giovanni Evangelista
Altra chiesa di Hoensbroek è quella dedicata a san Giovanni Evangelista.

## Sport
La squadra di calcio locale è l'EHC